# Пирамид (озеро, Невада)
Пирамид (англ. Pyramid Lake) — озеро в Неваде, США. Расположено в 64 км к северо-востоку от города Рино. Находится на высоте 1157 м над уровнем моря. Размеры озера 48 на 14 км. Озеро питает впадающая в него река Траки, стока из озера нет. Солёность воды составляет примерно 1/6 от морской. Единственный известный водоём, где обитает находящаяся на грани исчезновения рыба куи-уи (Chasmistes cujus).
Озеро целиком находится на территории индейской резервации Пирамид-Лейк, которой управляют индейцы: северные пайюты. Озеро является популярным туристическим объектом, приносящим доход индейской резервации. Своё название озеро получило из-за крупной формации известняка в форме пирамиды.

## Качество воды

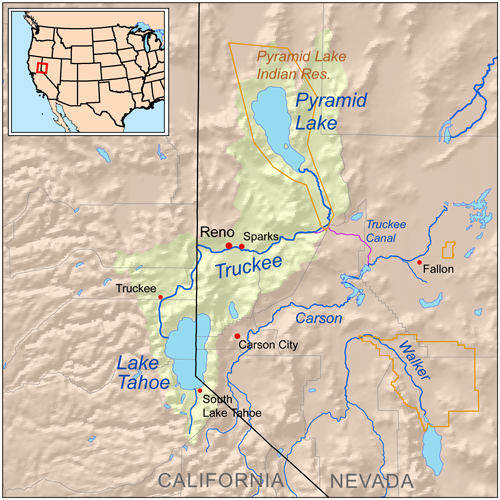
Бассейн озера Пирамид

Из-за находящихся под угрозой исчезновения видов и потому, что бассейн озера Тахо включает в себя верховья реки Траки, озеро Пирамид находится в центре внимания нескольких исследований качества воды, наиболее подробные из которых начинаются в середине 1980-х годов. Под руководством Агентства по охране окружающей среды США была разработана всеобъемлющая динамическая модель качества воды, разработана модель DSSAM для анализа воздействия различных решений по землепользованию и управлению сточными водами в бассейне реки Траки площадью 8100 км². Рассматриваемые анализы включали азот, реактивный фосфат, общее количество растворенных твердых веществ, растворенный кислород и девять других параметров. Основываясь на модели, некоторые решения повысили качество воды и улучшили жизнеспособность биоты озера. Соленость увеличилась с 3,7 до 5 г/л, а уровень рН составляет около 9. Температуры варьируются от 0 °C до более 20 °C.